# Requila

Conquistas de Requila (438-448).

Flavio Requila o Rékhila (438-448) fue rey de los suevos desde 438 hasta su muerte, segundo monarca del reino suevo en Gallaecia. 
Subió al trono en 438, asociado al poder por su padre Flavio Hermerico, enfermo, para asegurar la sucesión. Cuando este murió en 441 se convirtió en único rey de los suevos.
Se casó con la hija de Walia. A su muerte en 448 le sucedió su hijo Flavio Requiario. Probablemente fue padre de Flavio Ricimero. Su hija se casó con Gondioc, rey de los burgundios.

## Biografía
Pagano ferviente, adoptó una actitud muy agresiva contra la población e Iglesia católicas, favoreciendo al clero priscilianista. Firmó un nuevo foedus con Roma y alianzas con los bagaudas, grupos bandoleros muy organizados formados por campesinos empobrecidos, esclavos fugados, desertores y toda clase de opositores a la sociedad romana, que asolaban el valle del Ebro. Dirigió diversas campañas por Lusitania y la Bética, retornadas al poder romano tras las campañas del visigodo Walia y el paso de los vándalos silingos a África. 
A orillas del río Genil derrotó al general romano Andevoto en 438, conquistando Mérida al año siguiente. Rékhila se apoderó de un gran botín de oro y plata. Sorprende como un pueblo modesto pudo poner en jaque al imperio.

## Conquista de Mérida
Tras hacerse con el poder emprende una campaña militar adentrándose hasta tierras de la Bética oriental.
En el año 440 sitia y consigue la capitulación de la ciudad de Augusta Emerita, capital de la Lusitania adonde acude enviado por el Imperio el conde Censorio con el objetivo de lograr un acuerdo, pero el legado fue hecho prisionero en esta ciudad. La ciudad de Mérida quedaba incorporada al reino suevo.

## Conquista de Sevilla
Requila continuó con sus campañas de conquista, y en 441 se apoderó de Sevilla. Durante su corto reinado el reino suevo alcanzó su máxima extensión y llegó a hacerse dueño de Gallaecia, Lusitania, la Bética y parte de la Cartaginense (buena parte de las actuales Andalucía y Castilla-La Mancha, así como todo Portugal, Galicia y Extremadura). Sólo la Tarraconense y la costa levantina, aún bajo dominio imperial, escaparon a su control, aunque realizó incursiones en esos territorios.
En 446 llegó a la Península el general romano Vito con un gran ejército, formado en buena parte por los federados godos, para enfrentarse a los suevos. Sin embargo, Requila derrotó a las tropas romanas y Vito se vio obligado a huir. También hubo de enfrentarse a las incursiones de la flota vándala.